# Julius Skarba-Wallraff
Anton Julius Skarba-Wallraff (* 22. Februar 1883 in Budapest, Österreich-Ungarn; † 2. Februar 1943 in München) war ein deutscher Architekt.
Julius Skarba-Wallraf nahm bei den Olympischen Sommerspielen 1912 an den Kunstwettbewerben in der Kategorie Baukunst teil. Später war er als Möbeldesigner tätig.